# Proeminência topográfica

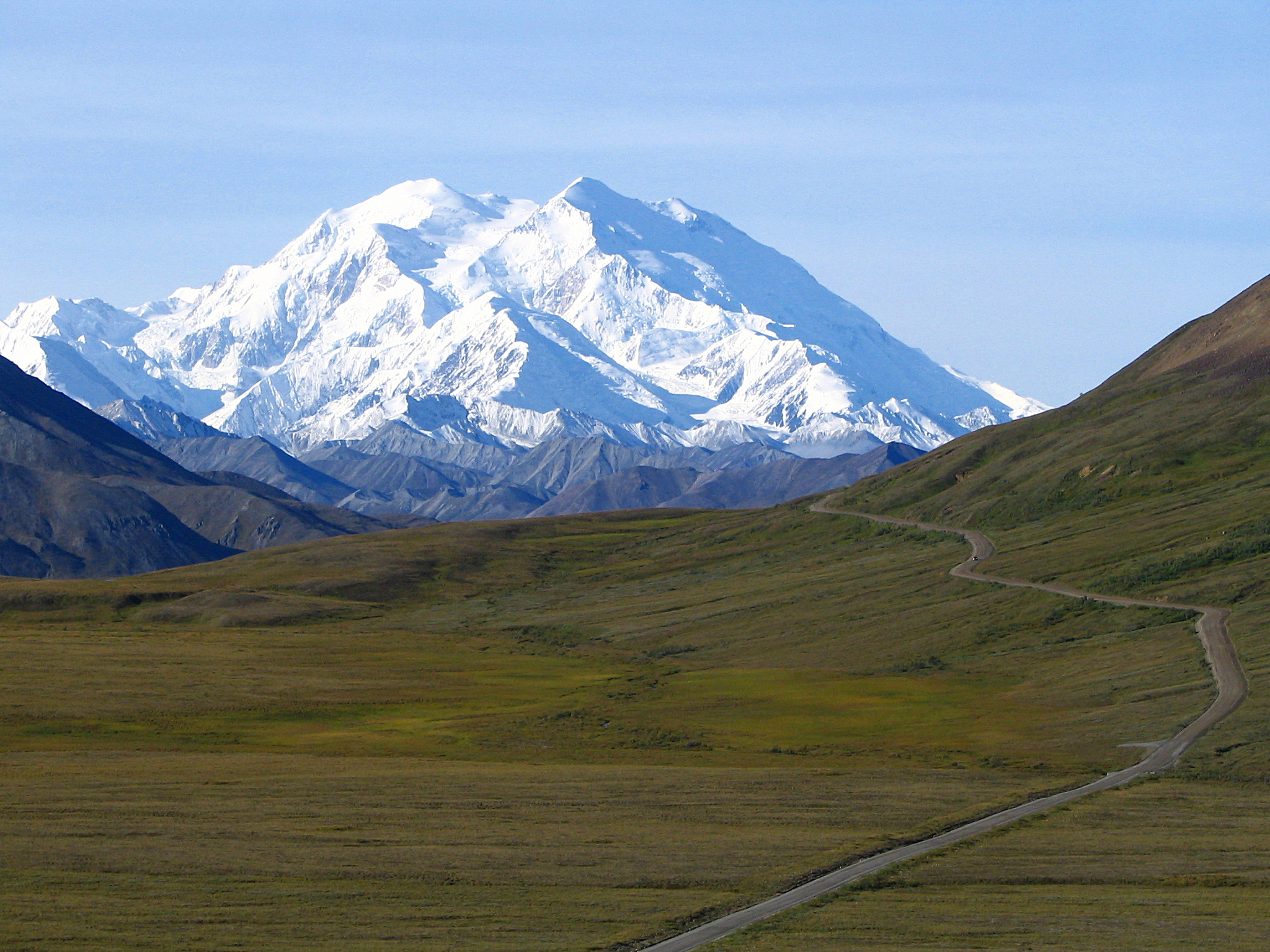
O Monte Denali (McKinley), no Alasca, é um dos de maior proeminência no mundo (altitude: 6.194 m, proeminência: 6.138 m)

Em topografia e orografia, a proeminência topográfica, que também se pode denominar factor primário, altura relativa ou altura autónoma é um conceito usado para a classificação de colinas e montanhas. Define-se como o desnível mínimo que há que descer desde o cume de uma colina ou montanha para chegar a outra qualquer, desde que seja mais alta, isto é, tenha maior altitude. Quanto maior proeminência topográfica tem uma montanha, mais se destaca entre as que a rodeiam, independentemente da sua altitude. A proeminência, tal como a altitude, é um valor absoluto para uma montanha, já que depende unicamente do ponto mais baixo que une uma montanha com qualquer outra mais alta que ela.
Todas as montanhas, excepto o Monte Everest, têm uma montanha de maior altura do que ela. Isto quer dizer que para qualquer outro monte tem de existir algum lugar tal que para passar desse monte a outro que seja mais alto, se perca a menor altitude possível. Esta simples observação, que já foi estudada pelo físico escocês James Clerk Maxwell, levou-o a pensar na existência de uma relação inequívoca entre cada um dos cumes da superfície terrestre e um ponto de sela (saddle). O aspecto mais complexo desta análise consiste em determinar qual é o trajeto de desnível mínimo que permita relacionar as duas montanhas.

## Importância do conceito de proeminência
A proeminência é um dado tão ou mais relevante que a altitude para determinar a importância de uma montanha. É uma medida objectiva que se relaciona fortemente com o significado subjectivo de um cume. Dá-nos ideia da sua relevância com referência às montanhas que a rodeiam. Os picos de proeminência baixa costumam ser picos subsidiários (subcumes) de outros principais, e os de proeminência alta indicam que a relevância da montanha é elevada, tendendo a ser os pontos mais altos da vizinhança e costumam ter vistas desafogadas em seu redor.
Devido ao conceito de proeminência, os três cumes secundários do Kanchenjunga que estão acima dos 8.000 metros não figuram na listagem oficial das montanhas com mais de oito mil metros de altitude já que entre elas há muito pouco desnível (têm pouca proeminência) o o K2 (altitude, 8.611m; proeminência, 4.017 m) é considerado o segundo cume mais importante, à frente do cume sul do Monte Everest (altitude, 8.749 m; proeminência, 10 m).

## Definição de proeminência

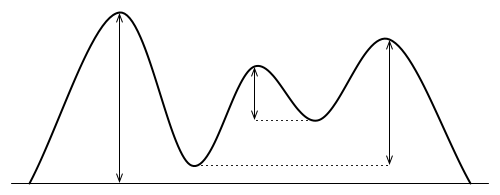
Figura 1. As setas verticais mostram a proeminência topográfica de três picos numa ilha. A linha horizontal pontilhada liga cada um dos picos (excepto o mais alto) ao seu colo-chave.

As seguintes definições são equivalentes:
- A proeminência de um cume é o desnível entre esse cume e a mais baixa curva de nível circundante que o inclua a ele mas a nenhum ponto mais alto.

- Para todos os montes, excepto para o Monte Everest, se a proeminência do cume é de P metros, para ir do cume para terreno mais elevado, ter-se-á de descer pelo menos P metros, qualquer que seja o trajecto escolhido. Note-se que isto implica que a proeminência de qualquer ilha ou do pico mais alto de um continente é igual é igual à sua altitude. Neste contexto, o Monte Everest é um caso especial: a sua proeminência é considerada igual à altitude, de modo a sustentar a definição.

- Para todos os montes, menos para o Monte Everest, a proeminência pode ser calculada do seguinte modo: Para cada tergo (linha de cumeada), ou mesmo para qualquer trajecto que conecte o monte a terreno mais elevado, encontrar o ponto mais baixo do trajecto. Isto ocorrerá num colo (também chamado passo de montanha ou ponto de sela). O colo-chave (ou colo principal, passo de montanha-chave, ponto de sela-chave ou colo de ligação) é definido como o de maior altitude entre todos os colos, entre todos os trajectos (se o cume é o mais alto de uma massa de terra, como um continente ou uma ilha, o colo-chave será o oceano, e a proeminência do cume é igual à sua altitude). A proeminência é a diferença entre a altitude do cume e a do colo-chave (ver Figura 1).

- Supondo que o nível do mar sobe até que o monte se torne o mais alto de uma ilha, então a proeminência do monte será o desnível entre o nível do mar e o topo do monte. O colo-chave representa o último istmo que ligaria a ilha a uma outra ilha mais alta, mesmo antes de ficarem separadas pela água. De modo equivalente, uma maneira de visualizar o conceito de proeminência consiste em imaginar que inundamos a Terra até cobrir o cume da montanha em questão. Por cima da água surgirão, como ilhas, as montanhas que são mais elevadas que a considerada. Agora começamos a evaporar a água de tal modo que o seu nível desce. Em dado momento observar-se-á que se abriu uma língua de terra que une o pico com outro que é mais alto que aquele. A proeminência vem expressa como a diferença entre a altitude da montanha e o nível da água nesse instante.

## Cálculo da proeminência
A avaliação da proeminência consiste na determinação do colo-chave que, como referido, se relaciona inequivocamente com uma montanha (não pode haver dois ou mais colos-chave possíveis). Avaliada a altitude do colo-chave, a proeminência vem expressa como:
Proeminência = Altitude da montanha - Altitude do colo-chave
A determinação da proeminência de uma montanha pode ser muito difícil, já que para cada montanha do planeta (à excepção do Monte Everest) existe sempre outra mais alta que ela, embora em certas ocasiões esta esteja a muitos quilómetros de distância. Quando o ponto mínimo está próximo da montanha em análise, o processo é bem mais fácil. A partir de modelos digitais do terreno será possível o desenvolvimento de algoritmos matemáticos para a avaliação da proeminência.

## Cume principaloucume pai
O cume principal ou cume pai de um monte (parent peak, em inglês) é o de maior elevação que se usa no cálculo da sua proeminência. A relação inversa é de subcume. Se há diversos cumes de altitudes semelhantes, a forma de estabelecer quais são subcumes de quais (já que uns podem ser subcumes de outros de forma sucessiva) pode ser confusa. Um exemplo fácil é o da Figura 1, onde pico do meio é um subcume do pico da direita, o qual é por sua vez um subcume do pico da esquerda, que é o principal deste sistema, estando marcados os colos-chave de cada um deles.
Em relação ao cume principal definem-se os conceitos de "paternidade" (em inglês parentage) que relacionam um dado pico com o seu cume principal. Há três tipos de "famílias"; a encirclement parentage (paternidade de circunscrição), a prominence parentage (paternidade de proeminência), e a height parentage (paternidade de altitude).

### Paternidade do cume principal
- A paternidade de circunscrição é a mais natural, referindo que o colo-chave do pico A está no local de encontro de duas curvas de nível fechadas, uma que rodeia A e outra que rodeia um outro pico mais alto. Por exemplo, segundo este modelo, o cume pai  do Monte Branco, o mais alto dos Alpes, é o Monte Everest. O colo-chave situa-se perto do Lago Onega, no noroeste da Rússia, à altitude de apenas 113 m, na linha de divisa entre as terras que drenam para o Mar Báltico e as que drenam para o Mar Cáspio. Isto demonstra que o cume pai de um monte pode estar a milhares de quilómetros de distância dele.

- A paternidade de proeminência define-se do modo seguinte. O cume pai do pico A é encontrado seguindo uma linha de cumeada (tergo) a partir do colo-chave; o pico mais próximo de A encontrado deste modo, e que tenha uma proeminência topográfica maior do que a de A será então o seu cume pai..

- A paternidade de altitude é menos usada. É semelhante à de proeminência, mas exige algum tipo de critério de paragem ou limiar para o valor de proeminência. O cume pai do pico A, segundo este modelo, é o mais próximo pico de A (ao longo de todas as linhas de cumeada que partem de A) que tenha maior altitude que A, e que esteja acima do limiar de proeminência. Por exemplo, o cume pai do Monte Branco segundo esta opção seria um pico relativamente obscuro no noroeste do Cáucaso (que até é mais baixo do que o Monte Branco), se o limiar estabelecido fosse baixo, ou o Monte Elbrus, se o limiar fosse alto. A desvantagem deste modelo é que vai contra a intuição de que o cume pai deve ser mais significante do que os seus filhos, os subcumes. No entanto pode ser útil para estabelecer uma referência da importância da posição do pico em relação à sua localização em relação aos demais.

### Situações interessantes de proeminência

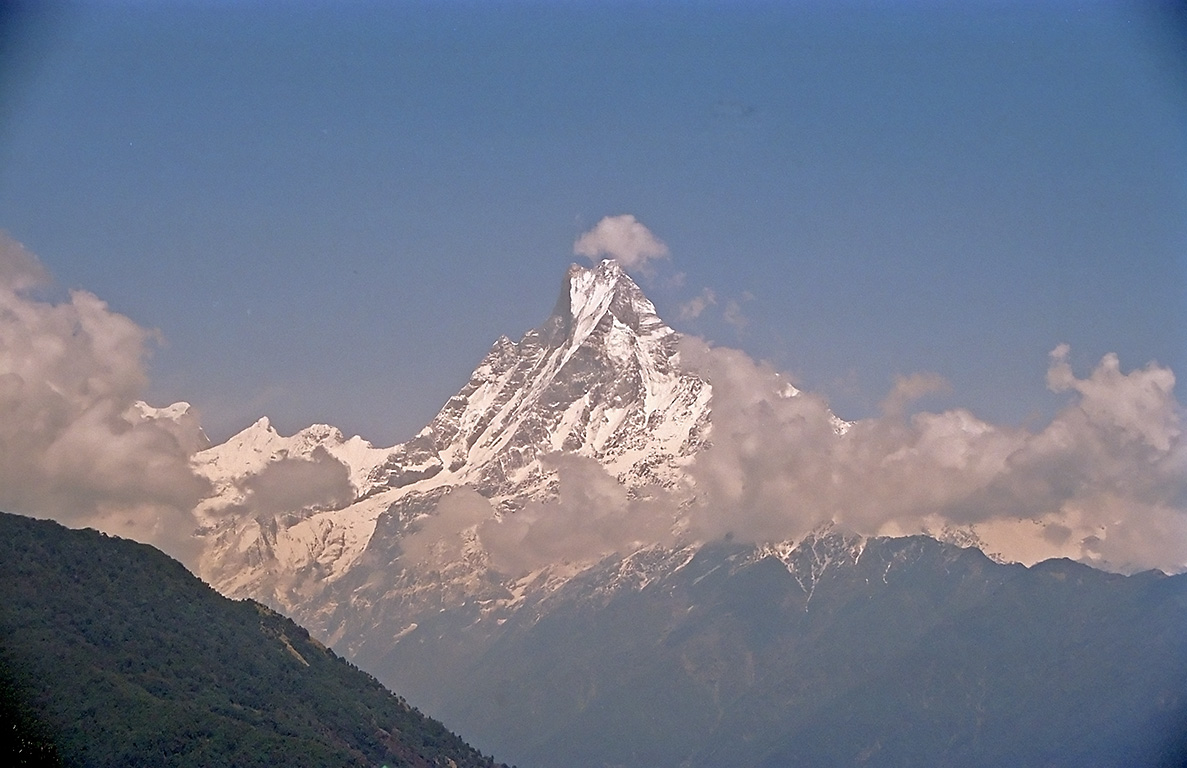
O Machapuchare (na foto) pode ser considerado subcume ou subsidiário do Annapurna.

Os cumes principais e os colos-chave costumam estar muitas vezes próximos da montanha em análise. No entanto, com as montanhas importantes isto não é habitual, e os cálculos são complicados. Só com recentes programas informáticos e com a exploração cuidada de bases de dados geográficos se pode descobrir algumas particularidades como as seguintes:
- O ponto mínimo do Monte McKinley, no Alasca (6.194 m) é um colo (passo de montanha) de somente 56 m de altitude que está próximo do lago Nicarágua, e o seu cume pai é o Aconcágua, na Argentina.
- O Monte Whitney (4421 m) tem o seu colo-chave no Novo México: um colo de 1.347 m de altitude que está a 1.022 km de distância do mesmo.
- O ponto mínimo do Monte Mitchell, o mais alto dos Montes Apalaches, está em Chicago.
- O colo ou passo de montanha mais alto que se conhece e que liga dois cumes significativos está a 5.760 m de altitude, e é o que liga o Machapuchare (6.993 m de altitude e 1.233 de proeminência) ao pico I do Annapurna (8.091 m).

## Quantificadores orométricos

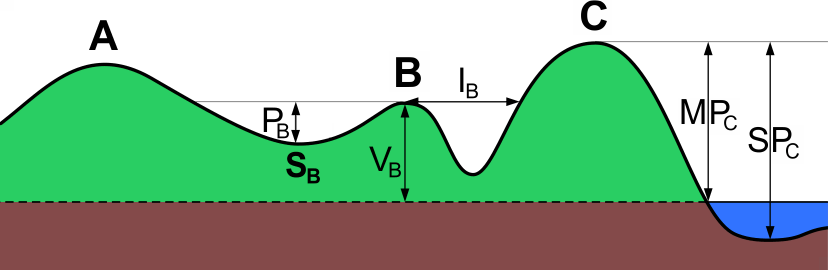
A, B, C … picos (A é o cume-pai de B)
S_{B} … colo para a determinação da proeminência topográfica de B
V_{B} … altitude ortométrica de B
P_{B} … proeminência topográfica de B
I_{B} … isolamento topográfico de B
P_{B} / V_{B} … dominância de B (v %)
MP_{C} … proeminência do pico C (a partir do nível do mar)
SP_{C} … proeminência do pico C (a partir do fundo do mar)

A partir da altitude e da proeminência desenvolvem-se outros quantificadores orométricos que servem para expressar as propriedades métricas de uma montanha como a dominância, que é a relação entre a altitude e a proeminência, a potência, que relaciona a altitude, a proeminência e o colo-chave, e outros mais, que nos ajudam a definir objectivamente a importância de uma determinada montanha.
Por exemplo, a dominância é definida como a relação existente entre a proeminência e a altitude de uma montanha. Esta magnitude indica que fracção da altitude do pico lhe dá a sua proeminência:
dominância=proeminência·100/altitude
Este quantificador não pode expressar a relevância da elevação: Um ilhéu costeiro que se erga próximo aos Açores a 25 metros acima do mar possui uma altitude=proeminência=25 m e uma dominância de 100%. Esta mesma dominância é a que corresponderia à Montanha do Pico, muito mais alta.
Outro quantificador é o isolamento topográfico - a distância horizontal mínima (segundo um grande círculo) até outro ponto mais elevado.

## Lista de montanhas por proeminência
As dez montanhas de maior proeminência no mundo são as seguintes (para uma tabela mais completa veja-se Lista de montanhas por proeminência):
| No. | Pico                    | Localização             | Altitude (m) | Proeminência (m) | Ponto-sela (m) | Cume-pai                             |
| --- | ----------------------- | ----------------------- | ------------ | ---------------- | -------------- | ------------------------------------ |
| 1.  | Monte Everest           | Nepal / · China         | 8848         | 8848             | 0              | nenhum — mais alto da África-Eurásia |
| 2.  | Aconcágua               | Argentina               | 6962         | 6962             | 0              | nenhum — mais alto da América        |
| 3.  | Monte Denali (McKinley) | Estados Unidos (Alaska) | 6194         | 6138             | 56             | Aconcágua                            |
| 4.  | Quilimanjaro            | Tanzânia                | 5895         | 5885             | 10             | Everest                              |
| 5.  | Pico Cristóbal Colón    | Colômbia                | 5775         | 5584             | 191            | Aconcágua                            |
| 6.  | Monte Logan             | Canadá (Yukon)          | 5959         | 5250             | 709            | Monte McKinley                       |
| 7.  | Pico de Orizaba         | México                  | 5636         | 4922             | 714            | Monte Logan                          |
| 8.  | Maciço de Vinson        | Antártida               | 4892         | 4892             | 0              | nenhum — mais alto da Antártida      |
| 9.  | Puncak Jaya             | Indonésia (Nova Guiné)  | 4884         | 4884             | 0              | nenhum — mais alto da Nova Guiné     |
| 10. | Monte Elbrus            | Rússia                  | 5642         | 4741             | 901            | Everest                              |